# Hérouville

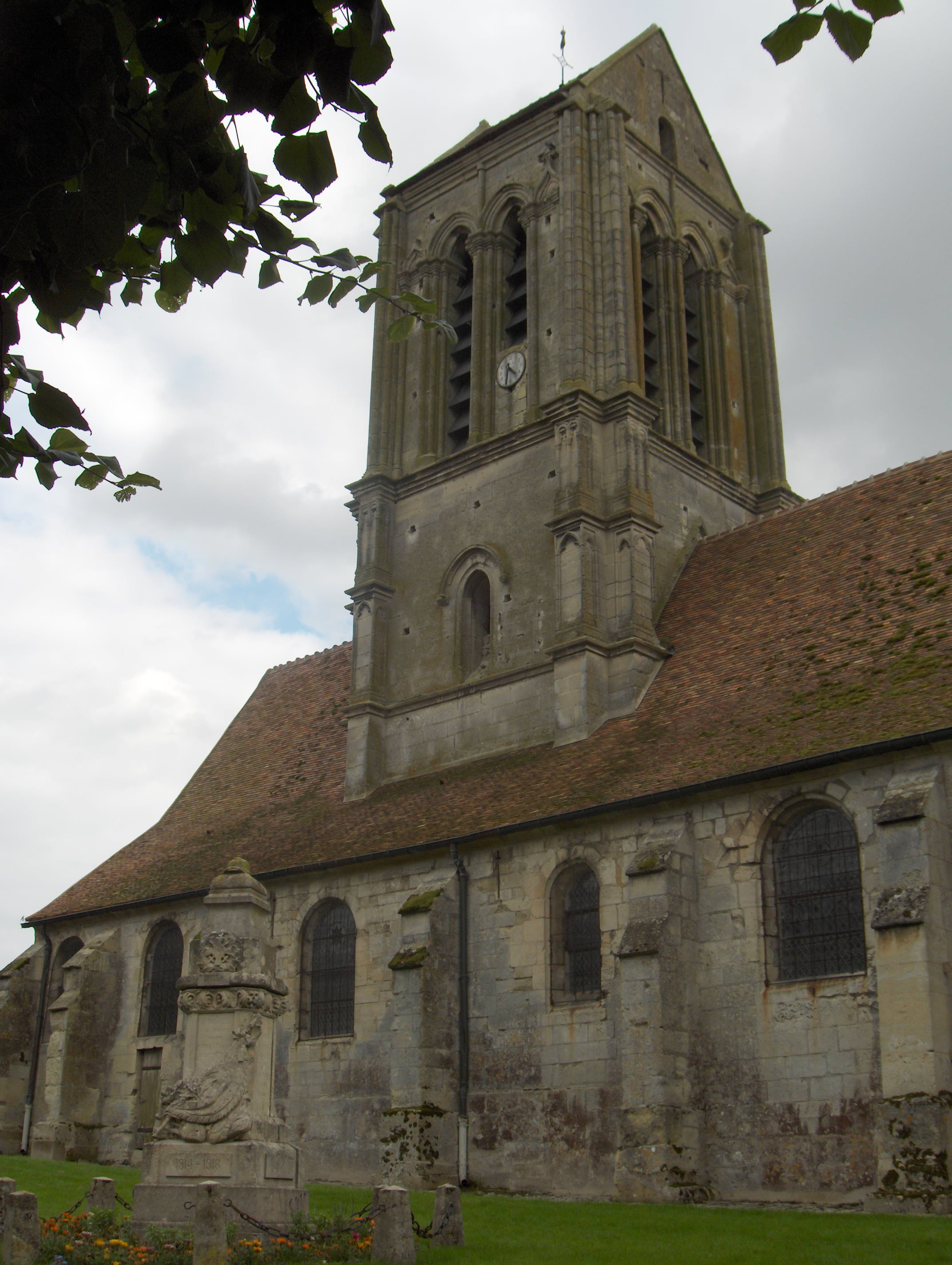
LEglise Saint-Clair a Hérouville

Hérouville è un comune francese di 647 abitanti situato nel dipartimento della Val-d'Oise nella regione dell'Île-de-France, circa 30 km a nord-ovest del centro di Parigi e 5 km a est di Cergy-Pontoise.
Tra i monumenti di un certo rilievo:
- La chiesa di Saint-Clair, situata in una località chiamata "la Haulte butte"; la prima costruzione risale all'XI secolo, ma subì un incendio durante la Guerra dei Cent'anni e fu ricostruita nel XV secolo.
- Il Château d'Hérouville fu costruito nel 1740 dall'architetto Gaudot della scuola di Roma. Nel XIX secolo fu adibito a stazione intermedia per il servizio postale tra Versailles e Beauvais, che contava un centinaio di cento cavalli.
Fu acquistato nel 1962 dal musicista e compositore francese Michel Magne, che vi creò negli anni '70 uno studio di registrazione usato in seguito da molte star e gruppi della musica leggera. Tra questi vi furono: Cat Stevens, i Pink Floyd, Elton John, David Bowie, Iggy Pop, Claudio Baglioni, Nino Ferrer, Salvatore Adamo e il complesso dei T. Rex. Lo studio cessò l'attività nel 1985.

## Società

### Evoluzione demografica
Abitanti censiti